# 895
Évszázadok: 8. század – 9. század – 10. század
Évtizedek: 840-es évek – 850-es évek – 860-as évek – 870-es évek – 880-as évek – 890-es évek – 900-as évek – 910-es évek – 920-as évek – 930-as évek – 940-es évek
Évek: 890 – 891 – 892 – 893 –  894 – 895  – 896 – 897 – 898 – 899 – 900

## Események

### Európa
- A bizánci-bolgár háborúban Bölcs Leó császár visszahívja Dél-Itáliából Niképhorosz Phókaszt és a bolgárok ellen küldi. A bizánciak kerülik a csatát csak manőverezgetnek, mert a céljuk az, hogy délen tartsák a bolgár fősereget. Eközben az Eusztathiosz Argürosz vezette bizánci flotta a Duna torkolatához hajózik és az előzetes megállapodás szerint átszállítja a folyón a Liüntika (Árpád fia) vezette magyar sereget (a bolgárok láncokkal lezárták a folyót, de ezeket sikerül átvágniuk). A magyarok végigdúlják egész Bolgárországot, egészen a főváros, Preszlav határáig jutnak. Simeon bolgár fejedelem Drastar erődjében keres menedéket és békét kér a bizánciaktól. A magyarok erre kivonulnak, Leó császár pedig követeket küld Simeonhoz a béke feltételeinek megtárgyalására. Simeon azonban házi őrizetbe veszi a követeket és halogatja a tárgyalásokat, miközben felveszi a kapcsolatot a besenyőkkel, hogy közösen támadják meg a magyarokat.
- I. Spytihněv cseh fejedelem kihasználja a Morva Fejedelemség belső válságát (I. Szvatopluk halálát és a fiai közötti konfliktust) és elszakadva a morva fennhatóságtól Arnulf keleti frank királynak tesz hűségesküt.
- Odó nyugati frank király elűzi riválisát, Együgyű Károlyt, aki Arnulftól kér segítséget. Arnulf gyűlést hív össze Wormsba, ahová odarendeli Odót és Károlyt is. Károly tanácsadóira hallgatva nem megy el, míg Odó gazdag ajándékokkal járul Arnulf elé, így az őt erősíti meg királyi címében. Arnulf a gyűlésen Lotaringia királyává koronáztatja törvénytelen fiát, Zwentiboldot.
- Ősszel a Lambert császár és anyja, Ageltrude által fogva tartott Formosus pápa segítséget kér Arnulftól. A király Itáliába vonul, de Rómát csak a következő évben éri el.
- IV. Guidó spoletói herceg kihasználja, hogy a bizánciak kivonták erőiket Dél-Itáliából és elfoglalja Beneventót.
- Nagy Alfréd angolszász király megtámadja a Hastein vezette vikingek Lea folyó melletti táborát, de visszaverik. Erre lezárja a folyót és a vikingek - akik így nem tudják használni hajóikat - elvonulnak Kelet-Angliába. Hastein ezután átvonul Anglián a Severn folyóig (a Midlands nyugati részére), de az angolszász erők folyamatosan a nyomában vannak.

### Abbászida Kalifátus
- Al-Mutadid kalifa leveri az észak-mezopotámiai al-Dzsazirában kitörő arab felkelést. Vezérét, Hamdán ibn Hamdúnt bebörtönzi, annak fia, Huszajn ibn Hamdán azonban a kalifa szolgálatába áll és idővel a legbefolyásosabb hadvezérek közé kerül. Leszármazottai, a Hamdánidák egész Szíriára kiterjesztik uralmukat.

## Születések
- Al-Muktadir, abbászida kalifa
- Sancho, galíciai király

## Halálozások
- Guthred, jórviki király
- Minamoto no Tóru, japán költő

## Fordítás
- Ez a szócikk részben vagy egészben  a(z)   895 című angol Wikipédia-szócikk ezen változatának fordításán alapul.  Az eredeti cikk szerkesztőit annak laptörténete sorolja fel. Ez a jelzés csupán a megfogalmazás eredetét és a szerzői jogokat jelzi, nem szolgál a cikkben szereplő információk forrásmegjelöléseként.